# 2013年英国大奖赛
2013年英国大奖赛（英語：2013 British Grand Prix），官方名称2013年一级方程式桑坦德英国大奖赛（2013 Formula 1 Santander British Grand Prix）是一项于2013年6月28日至30日在英国白金汉郡的银石赛道举办的一级方程式比赛。本站比赛将是2013年世界一级方程式锦标赛的第八站比赛，也是第68届英国大奖赛。
梅赛德斯车队的英国车手路易斯·汉密尔顿在排位赛中夺得杆位。他的德国队友尼科·罗斯伯格在正赛中夺得冠军。

## 赛事简报

### 背景
国际汽联国际法庭于6月20日举行了测试门听证会，并在一天后公布处罚结果，梅塞德斯车队以及倍耐力受到训诫处罚，同时剥夺梅塞德斯车队参加2013年青年车手测试的资格。
6月28日，国际汽联世界汽车运动理事会宣布了一系列关于2014赛季的规则，其中包括：引入罚分系统，车手将会因为违反规则而受到1至3分不等的罚分，当一个车手累计获得12分时，他将在下一场比赛被禁赛，罚分将会保留12个月的时间。每位车手将在第一次练习赛中获得一套额外的轮胎以鼓励车手们驶上赛道，这套轮胎将只能用于该节比赛的前30分钟。目前维修区限速为100km/h的赛道，限速将下降为80km/h。四次为期两天的测试将取代现有的赛道推广日和青年车手测试。每位车手单赛季不得使用超过5台引擎。每台变速箱必须被连续使用6站比赛。车手在正赛中不得使用超过100kg的燃油。
前迈凯伦车队技术总监帕迪·洛维将于本站比赛正式加入梅塞德斯车队。国际汽联日前宣布新的侧面防撞系统将在2014年被引入以增强对倾斜碰撞的防护。雷诺在巴黎航空展上发布了用于明年的新款涡轮增压V6引擎，并命名为Energy F1。
詹姆斯·罗西特将在周五第一次练习赛中取代艾德里安·苏蒂尔为印度力量车队出战。吉多·范德加德因为在上一站与尼克·胡肯伯格发生碰撞，本站将退后5位发车。威廉姆斯车队本站将庆祝建队以来第600场大奖赛。马克·韦伯宣布将在本赛季结束后退出一级方程式比赛，他已经与保时捷签订了多年合约参加世界耐力锦标赛。
本站比赛将有两段DRS区域，以及两个检测点。第一个检测点位于3号弯前25米，第一个激活点位于5号弯后30米。第二个检测点位于11号弯，第二个激活点位于14号弯后55米。
倍耐力为本站比赛带来的轮胎是橙色标记的硬胎（首选胎）和白色标记的中性胎（备选胎）。

### 第一次练习赛
| 名次 | 车手              | 成绩     | 差距   |
| ---- | ----------------- | -------- | ------ |
| 1    | 丹尼尔·里奇亚多   | 1:54.249 |        |
| 2    | 尼克·胡肯伯格     | 1:55.033 | +0.784 |
| 3    | 帕斯托·马尔多纳多 | 1:55.354 | +1.105 |
| 4    | 路易斯·汉密尔顿   | 1:55.458 | +1.209 |
| 5    | 埃斯特班·古铁雷斯 | 1:55.825 | +1.576 |

暴雨让赛道变得异常湿滑，车手们在完成系统设置圈以后全部选择回到维修区等待。直到最后15分钟，红牛二队的丹尼尔·里奇亚多才率先做出了2:00.029的成绩，随后他又提高了自己的圈速，将这一排名保持到了结束。临近尾声时，卡特汉姆车队的查尔斯·皮克在终点线前失控撞墙，没能做出有效成绩。本节比赛，总计只有一半的车手做出了计时圈，而路特斯车队的基米·莱科宁是唯一一个没有驶上赛道的车手。

### 第二次练习赛
| 名次 | 车手              | 成绩     | 差距   |
| ---- | ----------------- | -------- | ------ |
| 1    | 尼科·罗斯伯格     | 1:32.248 |        |
| 2    | 马克·韦伯         | 1:32.547 | +0.299 |
| 3    | 塞巴斯蒂安·维特尔 | 1:32.680 | +0.432 |
| 4    | 保罗·迪·雷斯塔    | 1:32.832 | +0.584 |
| 5    | 路易斯·汉密尔顿   | 1:32.911 | +0.663 |

在上午的练习赛几乎由于大雨而作废以后，第二节比赛一开始，尽管赛道依然有些湿滑，但是车手们蜂拥而出抓紧利用这宝贵的90分钟，这也使得赛道条件迅速好转。在前半小时，印度力量车队的艾德里安·苏蒂尔，上午的第一名丹尼尔·里奇亚多和世界冠军塞巴斯蒂安·维特尔互相交换着排行榜第一名的宝座，但是在还剩40分钟的时候，梅塞德斯车队的尼科·罗斯伯格一举夺得第一，随着车队陆续开始长距离试跑，没有人能再挑战他的成绩。保罗·迪·雷斯塔成为了排名最高的本土车手，紧随维特尔排在第4。另外三个英国人路易斯·汉密尔顿，简森·巴顿和马克斯·齐尔顿分列第5，第11和第21名。菲利佩·马萨在赛道还未完全变干时左前轮压上草地，侧滑以后连续第三站撞墙，最终排名本节末位。

### 第三次练习赛
| 名次 | 车手              | 成绩     | 差距   |
| ---- | ----------------- | -------- | ------ |
| 1    | 尼科·罗斯伯格     | 1:31.487 |        |
| 2    | 路易斯·汉密尔顿   | 1:31.633 | +0.146 |
| 3    | 塞巴斯蒂安·维特尔 | 1:32.037 | +0.550 |
| 4    | 马克·韦伯         | 1:32.078 | +0.591 |
| 5    | 罗曼·格罗斯让     | 1:32.391 | +0.904 |

路易斯·汉密尔顿是使用硬胎的车手中最快的，而当大家都换上中性胎后，尼科·罗斯伯格发力帮助梅塞德斯车队包揽前两名，领先所有对手超过半秒。本站倍耐力使用了改良的胶合剂，但是迈凯伦车队的塞尔希奥·佩雷斯在本节较早的时候发生了严重的爆胎，引发了红旗，而他在本节尾声阶段于12-14号组合弯侧滑所触发的黄旗使得许多车手无法提高自己的成绩。

### 排位赛
第一节排位赛，尼克·胡肯伯格第一个做出计时圈1:35.806，但是其他车手很快将圈速大幅提升，梅塞德斯车队的两位车手在第一节便使用中性胎，轻松拿下一二名。最终，及格线锁定在了1:32.512。法拉利车队的菲利佩·马萨和费尔南多·阿隆索分列第14和第15，惊险晋级。威廉姆斯车队的瓦尔特利·博塔斯，索伯车队的埃斯特班·古铁雷斯与卡特汉姆车队和玛鲁西亚车队的四位车手一同被淘汰。
第二节排位赛一开始，红牛车队的马克·韦伯使用硬胎做出1:31.341，但是随着其他车手纷纷使用中性胎，他也不得不进站换胎以确保进入第三节，最终排在队友之后名列第二。本节迈凯伦车队全军覆没，与他们一同被淘汰的还有马萨，让-埃里克·维尔格尼，胡肯伯格以及帕斯托·马尔多纳多。
第三节的第一轮试跑过后，排名一至四位的是汉密尔顿，罗斯伯格，韦伯和维特尔，而阿隆索出人意料地使用硬胎完成了第一个计时圈。随后所有车手进站换上全新的中性胎。在杆位争夺战中，韦伯第一个冲线，提高了自己先前的成绩，但仍然屈居第二。罗斯伯格第二个做出成绩，获得暂时的第一名。但是汉密尔顿随后以将近半秒的优势奠定了梅塞德斯本赛季第五个杆位。维特尔最后一个冲线，但是无法突破梅塞德斯双雄的封锁，以微弱的优势领先队友排名第三。而阿隆索尽管换上了中性胎，成绩依旧不够理想，排在了第十名。

### 正赛
五盏红灯熄灭后，路易斯·汉密尔顿领先进入1号弯，但是与他同排起步的队友尼科·罗斯伯格起步不佳，被第三位的塞巴斯蒂安·维特尔超越。而宣布在本赛季结束后退役的马克·韦伯从第四位发车，因为与罗曼·格罗斯让的碰撞让他损坏了鼻翼，数个弯角过后已经落至第14名。与之形成鲜明对比的是在第二节排位赛被淘汰的菲利佩·马萨，他的起步迅捷无比，第一圈就已经上升到了第6的位置。
在比赛的开始阶段，维特尔始终紧追汉密尔顿，但是汉密尔顿一直控制着与维特尔的距离。直到第8圈，汉密尔顿在直道上突然爆胎，他不得不多跑了大半圈才得以进站换胎，出来后已经落至队尾。仅仅2圈之后，马萨在同一条直道之前的4号弯爆胎，并且与汉密尔顿同是左后胎。随后，大部分车手被车队召回换胎，而到了第14圈，没有进站的让-埃里克·维尔格尼成为本站比赛第四位爆胎的车手。赛会立即出动了安全车，让工作人员得以清扫赛道上布满的碎片和橡胶。
安全车一直到第22圈才离开，重新发车后，维特尔迅速建立了领先优势，而他身后的名次也没有发生大的变化。但是罗斯伯格一直尾随在他身后，距离结束仅剩10圈时，维特尔看似将要拿下本赛季第4个分站冠军，但是他的赛车却突然慢了下来。一个变速箱的故障，葬送了世界冠军到手的25分，将领跑位置拱手让给了罗斯伯格。
维特尔的退赛再次触发了安全车，罗斯伯格，韦伯以及费尔南多·阿隆索全部进站换上了全新的中性胎，只有位于第二位的基米·莱科宁没有进站。当安全车离开后，比赛还剩下6圈，刚才换胎的车手一路轻松超越没有进站的车手，韦伯在冲线时与冠军罗斯伯格仅有0.7秒的差距，而一度落到最后一名的汉密尔顿在家乡人民面前斩获第四。

## 赛事结果

### 排位赛成绩
| 名次               | 车号 | 车手               | 车队              | 第一阶段 | 第二阶段 | 第三阶段 | 发车位 |
| ------------------ | ---- | ------------------ | ----------------- | -------- | -------- | -------- | ------ |
| 1                  | 10   | 路易斯·汉密尔顿    | 梅赛德斯          | 1:30.995 | 1:31.224 | 1:29.607 | 1      |
| 2                  | 9    | 尼科·罗斯伯格      | 梅赛德斯          | 1:31.355 | 1:31.028 | 1:30.059 | 2      |
| 3                  | 1    | 塞巴斯蒂安·维特尔  | 红牛-雷诺         | 1:31.559 | 1:30.990 | 1:30.211 | 3      |
| 4                  | 2    | 马克·韦伯          | 红牛-雷诺         | 1:31.605 | 1:31.002 | 1:30.220 | 4      |
| 取消               | 14   | 保罗·迪·雷斯塔     | 印度力量-梅赛德斯 | 1:32.062 | 1:31.291 | 1:30.736 | 221    |
| 5                  | 19   | 丹尼尔·里奇亚多    | 红牛二队-法拉利   | 1:32.097 | 1:31.182 | 1:30.757 | 5      |
| 6                  | 15   | 艾德里安·苏蒂尔    | 印度力量-梅赛德斯 | 1:32.002 | 1:31.097 | 1:30.908 | 6      |
| 7                  | 8    | 罗曼·格罗斯让      | 路特斯-雷诺       | 1:31.466 | 1:31.530 | 1:30.955 | 7      |
| 8                  | 7    | 基米·莱科宁        | 路特斯-雷诺       | 1:31.400 | 1:31.592 | 1:30.962 | 8      |
| 9                  | 3    | 费尔南多·阿隆索    | 法拉利            | 1:32.266 | 1:31.387 | 1:30.979 | 9      |
| 10                 | 5    | 简森·巴顿          | 迈凯伦-梅赛德斯   | 1:31.979 | 1:31.649 |          | 10     |
| 11                 | 4    | 菲利佩·马萨        | 法拉利            | 1:32.241 | 1:31.779 |          | 11     |
| 12                 | 18   | 让-埃里克·维尔格尼 | 红牛二队-法拉利   | 1:32.105 | 1:31.785 |          | 12     |
| 13                 | 6    | 塞尔希奥·佩雷斯    | 迈凯伦-梅赛德斯   | 1:31.953 | 1:32.082 |          | 13     |
| 14                 | 11   | 尼克·胡肯伯格      | 索伯-法拉利       | 1:32.168 | 1:32.211 |          | 14     |
| 15                 | 16   | 帕斯托·马尔多纳多  | 威廉姆斯-雷诺     | 1:32.512 | 1:32.359 |          | 15     |
| 16                 | 17   | 瓦尔特利·博塔斯    | 威廉姆斯-雷诺     | 1:32.664 |          |          | 16     |
| 17                 | 12   | 埃斯特班·古铁雷斯  | 索伯-法拉利       | 1:32.666 |          |          | 17     |
| 18                 | 20   | 查尔斯·皮克        | 卡特汉姆-雷诺     | 1:33.866 |          |          | 18     |
| 19                 | 22   | 儒勒·比安奇        | 玛鲁西亚-考斯沃斯 | 1:34.108 |          |          | 19     |
| 20                 | 21   | 吉多·范德加德      | 卡特汉姆-雷诺     | 1:35.481 |          |          | 212    |
| 21                 | 23   | 马克斯·齐尔顿      | 玛鲁西亚-考斯沃斯 | 1:35.858 |          |          | 20     |
| 107%时间：1:37.364 |      |                    |                   |          |          |          |        |

注：
1. ^1 —迪·雷斯塔因为在赛后被测出赛车重量不达标而被取消成绩，从最后一位发车。[19]
2. ^2 —吉多·范德加德 因为在上一场比赛与尼克·胡肯伯格发生碰撞而被罚退后五位发车。[20]

### 正赛成绩
| 名次  | 车号 | 车手               | 车队              | 圈数 | 时间/退赛   | 发车位 | 分数 |
| ----- | ---- | ------------------ | ----------------- | ---- | ----------- | ------ | ---- |
| 1     | 9    | 尼科·罗斯伯格      | 梅赛德斯          | 52   | 1:32:59.456 | 2      | 25   |
| 2     | 2    | 马克·韦伯          | 红牛-雷诺         | 52   | +0.765      | 4      | 18   |
| 3     | 3    | 费尔南多·阿隆索    | 法拉利            | 52   | +7.124      | 9      | 15   |
| 4     | 10   | 路易斯·汉密尔顿    | 梅赛德斯          | 52   | +7.756      | 1      | 12   |
| 5     | 7    | 基米·莱科宁        | 路特斯-雷诺       | 52   | +11.257     | 8      | 10   |
| 6     | 4    | 菲利佩·马萨        | 法拉利            | 52   | +14.573     | 11     | 8    |
| 7     | 15   | 艾德里安·苏蒂尔    | 印度力量-梅赛德斯 | 52   | +16.335     | 6      | 6    |
| 8     | 19   | 丹尼尔·里奇亚多    | 红牛二队-法拉利   | 52   | +16.543     | 5      | 4    |
| 9     | 14   | 保罗·迪·雷斯塔     | 印度力量-梅赛德斯 | 52   | +17.943     | 21     | 2    |
| 10    | 11   | 尼克·胡肯伯格      | 索伯-法拉利       | 52   | +19.709     | 14     | 1    |
| 11    | 16   | 帕斯托·马尔多纳多  | 威廉姆斯-雷诺     | 52   | +21.135     | 15     |      |
| 12    | 17   | 瓦尔特利·博塔斯    | 威廉姆斯-雷诺     | 52   | +25.094     | 16     |      |
| 13    | 5    | 简森·巴顿          | 迈凯伦-梅赛德斯   | 52   | +25.969     | 10     |      |
| 14    | 12   | 埃斯特班·古铁雷斯  | 索伯-法拉利       | 52   | +26.285     | 17     |      |
| 15    | 20   | 查尔斯·皮克        | 卡特汉姆-雷诺     | 52   | +31.613     | 18     |      |
| 16    | 22   | 儒勒·比安奇        | 玛鲁西亚-考斯沃斯 | 52   | +36.097     | 19     |      |
| 17    | 23   | 马克斯·齐尔顿      | 玛鲁西亚-考斯沃斯 | 52   | +1:07.660   | 20     |      |
| 18    | 21   | 吉多·范德加德      | 卡特汉姆-雷诺     | 52   | +1:07.759   | 22     |      |
| 19    | 8    | 罗曼·格罗斯让      | 路特斯-雷诺       | 51   | 变速箱      | 7      |      |
| 20    | 6    | 塞尔希奥·佩雷斯    | 迈凯伦-梅赛德斯   | 46   | 破损        | 13     |      |
| Ret   | 1    | 塞巴斯蒂安·维特尔  | 红牛-雷诺         | 41   | 变速箱      | 3      |      |
| Ret   | 12   | 让-埃里克·维尔格尼 | 红牛二队-法拉利   | 35   | 破损        | 12     |      |
| 来源: |      |                    |                   |      |             |        |      |

### 罚单
- 在第二节自由练习赛，因为芬兰车手瓦尔特利·博塔斯在维修区超速，威廉姆斯车队被罚1,000欧元。[22]
- 在第三节自由练习赛，因为芬兰车手基米·莱科宁在维修区超速，路特斯车队被罚500欧元。
- 在排位赛，印度力量车队英国车手保罗·迪·雷斯塔因为其赛车在赛后检测时被测出赛车重量不达标而被罚取消排位赛成绩；正赛时他将从最后一位发车。[19]

## 赛后排名
|  | 名次 | 车手              | 分数 |
|  | ---- | ----------------- | ---- |
|  | 1    | 塞巴斯蒂安·维特尔 | 132  |
|  | 2    | 费尔南多·阿隆索   | 111  |
|  | 3    | 基米·莱科宁       | 98   |
|  | 4    | 路易斯·汉密尔顿   | 89   |
|  | 5    | 马克·韦伯         | 87   |

|   | 名次 | 车队              | 分数 |
| - | ---- | ----------------- | ---- |
|   | 1    | 红牛-雷诺         | 219  |
| 1 | 2    | 梅赛德斯          | 171  |
| 1 | 3    | 法拉利            | 168  |
|   | 4    | 路特斯-雷诺       | 124  |
|   | 5    | 印度力量-梅赛德斯 | 59   |

- 注：只列前五名